# Botzer
De Botzer (Italiaans: Capro) is een 3250 meter hoge bergtop in de Stubaier Alpen in het Italiaanse Zuid-Tirol.
De berg is de hoogste top van de Botzergroep, een subgroep van de zuidelijke Stubaier Alpen. Naar het noorden, zuidoosten en westen lopen vanaf de top van de Botzer geprononceerde graten.

## Ligging
De Botzer ligt hemelsbreed circa zes kilometer ten westen van Maiern, een plaatsje in het Zuid-Tiroler Ridnauntal, een dal ten westen van Sterzing (Ital.: Vipiteno) en ongeveer negen kilometer ten oosten van de bergpas Timmelsjoch. In het noordwesten en het oosten wordt de berg omgeven door gletsjers. Ten noordwesten van de top ligt het zuidelijke sneeuwveld van de Botznerferner, dat reikt tot een hoogte van ongeveer 3200 meter. In het oosten bereikt de Hangender Ferner bijna het Gipfelkreuz. Naburige bergtoppen zijn onder andere de 3192 meter hoge Hochgewänd (Ital.: Parete Alta), in het verloop van de deels met eeuwige sneeuw bedekte oostelijke graat, en de 2988 meter hoge Schwarzseespitze (Ital.: Cima del Lago Nero), die ongeveer twee kilometer naar het zuiden gelegen is. Ten noordwesten van de Botzer bevindt zich, gescheiden door de Botzerscharte (2974 meter), de 3128 meter hoge Königshofspitze.

## Beklimming
De gebruikelijke route naar de top van de Botzer, die ook door de eerste beklimmer van de top (Theodor Petersen) werd gebruikt, voert als gletsjertocht vanuit het noordoosten over de Botznerferner en dan de noordoostelijke graat in. Daar gaat het in licht klimwerk (UIAA-moeilijkheidsgraad I) over broos gesteente (en in warme zomers over zachte grond) naar de top. Steunpunten voor een klim naar de top worden gevormd door het Becherhaus (Ital.: Rifugio Bicchiere, 3190 meter), vanwaar de top in ongeveer twee uur bereikt kan worden, of de Teplitzer Hütte (Ital.: Rifugio Vedretta Pendente, 2586 meter), vanwaar de tocht twee uur langer duurt. Een andere route vanaf de in het zuiden gelegen Schneeberghütte (Ital.: Rifugio Monte Neve, 2355 meter), gelegen bij het voormalige mijndorp St. Martin am Schneeberg, voert in vierenhalf uur over de Botzerscharte naar de top (UIAA-I).